# КӀ
КӀ кӏ – dwuznak cyrylicy.

## Zastosowanie
Dwuznak używany jest w alfabecie abazyńskim, awarskim, agulskim, adygejskim, dargińskim, inguskim, kabardyjskim, języku karatajskim, lakijskim, lezgińskim, rutulskim, tabasarańskim, cachurskim i czeczeńskim.
Dźwiękiem tego dwuznaku jest [kʼ], spółgłoska zwarta ejektywna miękkopodniebienna.

## Kodowanie
| Forma     | Wygląd | Części składowe | Części składowe |
| --------- | ------ | --------------- | --------------- |
| majuskuła | КӀ     | U+041A К        | U+04C0 Ӏ        |
| minuskuła | кӏ     | U+041A к        | U+04CF ӏ        |